# الثقافة البيئية

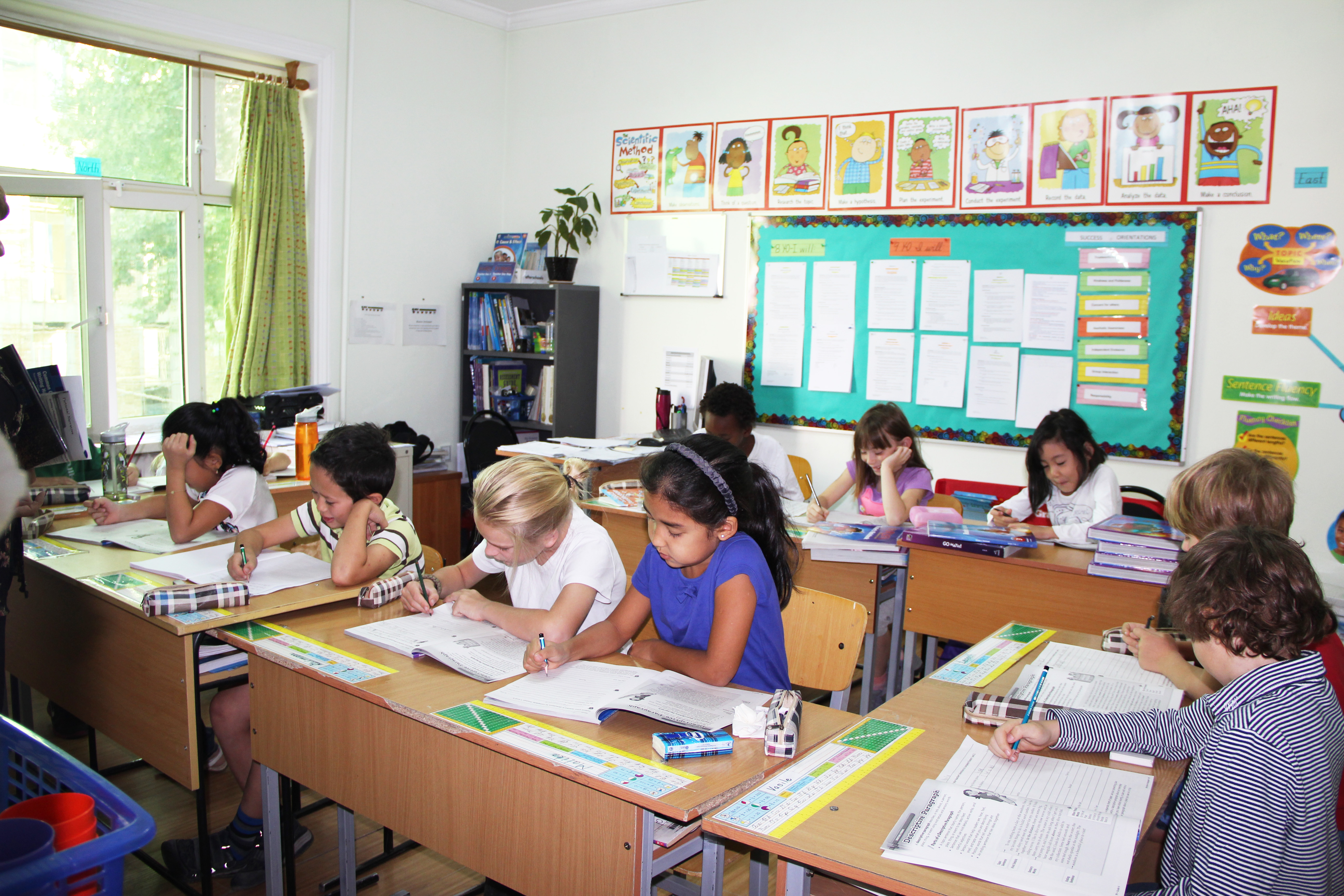
Majed Alkhateeb

الثقافة البيئية هي حركة تهدف إلى حماية الملكية العامة. وقد تم صياغة هذا  المصطلح من قِبل «جيمس بويل» بروفيسور في جامعة ديوك ومشارك في جريدة “فاينانشال تايمز.”
هذا المصطلح نابع من حجة «بويل» أن أولائك الذين يسعون لحماية الملكية العامة يعملون لتحقيق غايات مماثلة لغايات عالمي البيئة. يرى «بويل» أنه في حين أن حركة حماية البيئة سلطت الضوء على التأثيرات التي يمكن أن تحدثها القرارات الاجتماعية على البيئة، فإن علماء الثقافة البيئية يسعون إلى إلقاء الضوء على الآثار التي يمكن أن تحدثها قوانين الملكية الفكرية على الثقافة.